# Windi Graterol
Windi Graterol, (Caracas, 10 de setembro de 1986) é um basquetebolista venezuelano que atualmente joga pelo Universo Brasília disputando o Novo Basquete Brasil. O atleta possui 2,04m, pesa 110kg e atua na posição Ala-pivô. Defendendo a Seleção Venezuelana, participou da inédita conquista da Copa América de 2015 na Cidade do México que credenciou a Venezuela ao Torneio Olímpico nos Jogos Olímpicos de Verão de 2016.